# Gusztáv

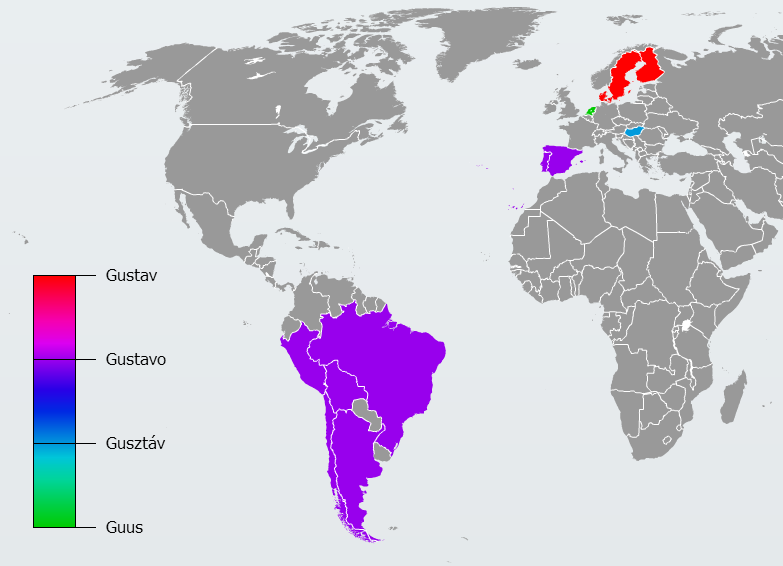
A Gusztáv név népszerűsége

A Gusztáv északi germán (skandináv) eredetű férfinév. Elemeinek jelentése: harc + támasz.

## Gyakorisága
Az 1990-es években ritka név, a 2000-es években nem szerepel a 100 leggyakoribb férfinév között.

## Névnapok
- január 16.[2]
- március 10.[2]
- április 14.[2]
- augusztus 1.[2]
- augusztus 2.[2]
- augusztus 8.[2]

## Idegen nyelvű változatai
- Gustav, Gustaf (svéd)
- Gustaw (lengyel)
- Gustave (francia)

## Híres Gusztávok
- Gustave Charpentier (1860–1956), francia zeneszerző
- Gustave Courbet francia festőművész
- Csík Gusztáv dzsessz-zongorista
- Gustave Doré (1832–1883), francia festő
- Gustave Eiffel (1832–1923), francia mérnök
- Gustave Flaubert (1821–1880), francia író
- Götz Gusztáv Európa-bajnok evezős
- Gustav Ludwig Hertz, német fizikus, Nobel-díjas
- Gustav Holst (1874-1934), angol zeneszerző
- Kelety Gusztáv festőművész
- Gustav Kirchhoff, német fizikus
- Gustav Klimt  osztrák festőművész
- Gustav Mahler osztrák zeneszerző
- Megyesi Gusztáv közíró
- Pikéthy Gusztáv honvéd tábornok
- Gustav Schäfer dobos, a Tokio Hotel együttes tagja
- Sebes Gusztáv labdarúgóedző, az Aranycsapat szövetségi kapitánya
- Rados Gusztáv matematikus
- Tarján Gusztáv bányamérnök, az MTA tagja

### Uralkodók
- I. Gusztáv svéd király
- II. Gusztáv Adolf svéd király
- III. Gusztáv svéd király
- IV. Gusztáv Adolf svéd király
- V. Gusztáv Adolf svéd király
- VI. Gusztáv Adolf svéd király

### Kitalált alakok
- Gusztáv magyar rajzfilmfigura